# 東晃平
東 晃平（あずま こうへい、1999年12月14日 - ）は、兵庫県小野市出身のプロ野球選手（投手）。右投右打。オリックス・バファローズ所属。

## 経歴

### プロ入り前
幼少期に室内での壁当てで腕の使い方が良いと見た父親から野球を勧められ、幼稚園児の頃から肩甲骨のストレッチを日課にしていた。小野市立小野小学校2年生のときに小野スポーツ少年団で野球を始め、投手と遊撃手を務めた。小野市立小野中学校では硬式野球の神戸美蹴館ロケッツに所属し、1年春には全国大会に出場。2年夏からは中学の軟式野球部に所属した。
神戸弘陵学園高校では1年秋からベンチ入りし、2年春からチームのエースを務めた。3年春の県大会地区予選で腰を痛め、左4番目の椎間板骨折と診断された。コルセットなどで腰を固定しながら上半身のトレーニングに取り組む日々を経て、6月中旬に実戦復帰。3年夏は県大会4回戦で関西学院に敗れた。
2017年9月7日にプロ志望届を提出。10月26日に行われたドラフト会議では、オリックス・バファローズから育成2位指名を受け、11月16日に支度金300万円・年俸250万円（いずれも金額は推定）で仮契約を結んだ。背番号は128。

### オリックス時代

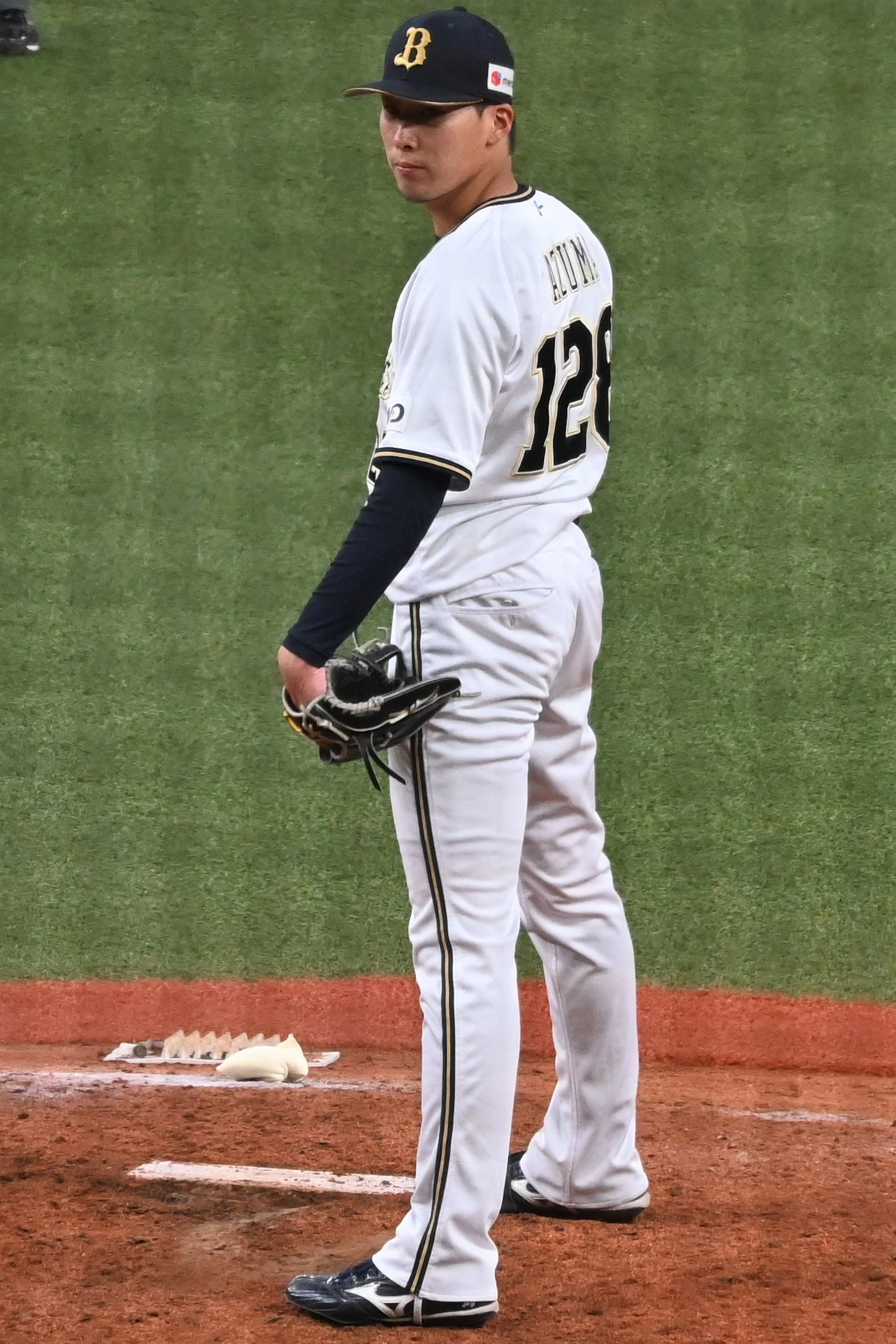
育成選手時代
（2021年4月13日京セラドーム大阪にて）

2018年は左脇腹痛などがあり、ウエスタン・リーグ公式戦での登板は無かった。
2019年は怪我なく二軍で先発ローテーションを回り、チームで唯一ウエスタン・リーグの規定投球回をクリアし、19試合の登板で5勝7敗・防御率3.84を記録。オフに10万円増となる推定年俸250万円で契約を更改した。
2020年は春季キャンプで右肩と右肘を痛めた。この年は新型コロナウイルスの影響で二軍公式戦も開幕延期・試合数減となったが、本人が「今年は（右肩、右肘を）ケガして野球ができなかった」と話したように、故障の影響でウエスタン・リーグでは6試合の登板にとどまり、0勝2敗・防御率6.87という成績であった。育成選手契約3年目であったため、シーズン終了後に規約により自由契約となったが、12月8日にオリックスと育成選手契約を締結した。推定年俸は250万円。
2021年はシーズン序盤に好投を続けたが、その後は立ち上がりの不安定さが目立ち、シーズン中の支配下登録とはならなかった。9月25日の阪神タイガースとの二軍戦では打球が右腕に当たって骨折。そのままシーズンを終えることとなり、この年はウエスタン・リーグで18試合に登板し、5勝9敗1セーブ・防御率3.97という成績であった。育成選手契約4年目であったため、シーズン終了後に規約により自由契約となったが、12月9日にオリックスと育成選手契約を締結。推定年俸は270万円。
2022年は春季キャンプをBグループでスタートし、2月12日の紅白戦で実戦復帰。3月9日の中日ドラゴンズ戦ではオープン戦初登板となり、4回無失点と好投した。その後はウエスタン・リーグで9試合に登板し、1勝3敗・防御率3.98を記録すると、7月28日に宇田川優希とともに支配下選手登録となった。背番号は95、推定年俸は450万円。同30日の千葉ロッテマリーンズ戦でプロ初登板初先発となり、勝利投手の権利がかかった5回裏に逆転を許して降板となったが、チームがその後逆転したこともあり、4回2/3を7安打3四死球4奪三振4失点（自責点3）という内容で勝敗は付かなかった。続く8月6日の北海道日本ハムファイターズ戦では5回1/3を5安打2四球2奪三振1失点という内容でプロ初勝利を挙げた。翌7日に出場選手登録を抹消されて以降は特例2022の代替指名選手として2度再登録され、リリーフとして2試合に登板した。この年は一軍で4試合（2先発）に登板し、1勝0敗・防御率4.85を記録。オフに350万円増となる推定年俸800万円で契約を更改した。
2023年はオープン戦まで先発として起用されていたが、3月31日の開幕をリリーフとして一軍で迎えた。ただ、開幕から2登板連続で失点を喫し、4月9日に出場選手登録を抹消された。ウエスタン・リーグで11試合に先発して防御率2.18を記録すると、7月30日の日本ハム戦でシーズン初先発となり、5回2失点でシーズン初勝利を挙げた。その後は8月に登板機会の都合で登録抹消された期間がありながらも先発ローテーションを回り、9月19日のロッテ戦では7回1失点の好投で無傷のシーズン6勝目を挙げ、オール先発白星でのデビューから7連勝を達成。これは1942年に10連勝を達成した藤本英雄以来（81年ぶり）史上3人目、2リーグ制後では史上初の快挙であった。この年は10試合（8先発）の登板で6勝0敗・防御率2.06を記録し、チームのリーグ3連覇に貢献。ポストシーズンではロッテとのCSファイナルステージ第3戦に先発し、勝敗は付かなかったものの、5回無失点に抑え、阪神との日本シリーズ第3戦では5回1失点で勝利投手となった。オフの契約更改交渉では1600万円増となる推定年俸2400万円でサイン。また、背番号が12に変更されたことも併せて発表された。
2024年は自身初の開幕ローテーション入りを果たし、4月4日の埼玉西武ライオンズ戦でシーズン初登板初先発。7回1失点の好投で勝利投手となり、藤本英雄以来（82年ぶり）史上2人目となるオール先発白星でのデビューから8連勝を達成した。続く同12日の日本ハム戦でも7回1失点（自責点0）と好投したが、打線の援護がなくプロ初黒星。さらに4月20日の福岡ソフトバンクホークス戦では、右手中指のマメを潰して5回無失点で降板となり、本人は「そんなに（症状は）重くはない。経過次第では、すぐに投げられるんじゃないかと思います」と話していたが、大事をとって同23日に出場選手登録を抹消された。5月3日の日本ハム戦で復帰し、翌4日に登録抹消となったが、中10日で5月14日のロッテ戦に先発して以降は先発ローテーションを回り、交流戦終了時点では9試合に先発登板し、3勝3敗・防御率2.35を記録していた。ただ、リーグ戦再開後初登板となった6月26日のソフトバンク戦では5回0/3を3失点で敗戦投手。翌27日に出場選手登録を抹消され、同日に大阪市内の病院で右上腕三頭筋の筋損傷と診断された。一軍復帰を目指していたが、右肘の不調を発症し、7月下旬からはノースロー調整。8月8日には鏡視下右肘肘頭骨棘切除術を受けたことが球団から発表された。残りのシーズンはリハビリに費やし、この年は10試合の先発登板で3勝4敗・防御率2.61を記録。オフに現状維持となる推定年俸2400万円で契約を更改した。
2025年は、開幕を二軍で過ごし、一軍登録される5月5日まで1勝0敗、防御率5.09という内容だったが、5月6日に一軍登録され、同日の対北海道日本ハムファイターズ8回戦で314日ぶりの一軍登板を果たしたが、先発として自己最短の1回1/3を5安打3失点で降板した。6月6日の交流戦、対阪神タイガース1回戦にて先発登板し、5回までノーヒットに抑え込むが、6回裏二死からピッチャーの村上に内野安打を打たれ、ノーヒットノーランは消えたが7回１安打無失点と試合を作った。しかし打線が沈黙しまたしても勝ちが付かなかった。

## 選手としての特徴
体の勢いに頼らず、ゆったりとした動きからリリースのときだけ力を入れ、鋭く腕を振り抜くしなやかな投球フォームである。
持ち球は最速155km/hのストレート、スライダー、カットボール、カーブ、チェンジアップ、シンカー、ツーシーム。向こうっ気の強さを武器にガンガン攻める投球が持ち味である。
どの球種でもストライクを取ることができ、元々制球に困るタイプではなかったが、オリックス入団直後は体重73kg程度と線が細く、イニングを重ねるごとに球速が落ちていた。スタミナと球速をつけるため、プロ1年目から1日6食を摂るなど、身体を大きくすることに取り組んだ。イニングを重ねても球速が落ちなくなり、平均球速がアップして変化球も生きるようになり、2022年7月に支配下登録を勝ち取った。
2023年シーズンに中嶋聡一軍監督から「インコースだけしっかり投げるように。そうしたら抑えられるから」との助言を受け、打者のインコースを攻める投球で飛躍を遂げた。

## 人物
愛称は「アズマックス」。
やんちゃな面もあり、高校時代はプロへのアピール機会が少なかったが、卒業後の進路について岡本博公監督は「色んな大学から声を掛けていただいたのですが、大学に行っても性格的にどこまで持つのか分からないと思って...。2月に入寮しても、3月に帰ってくるんじゃないかと（苦笑）。東は学生の中で過ごすより、大人の世界に早く入った方が良いと思ったんです」と大学進学の選択肢は全くなかったという。2024年11月、一般女性と結婚。

## 詳細情報

### 年度別投手成績
| 年 度     | 球 団      | 登 板 | 先 発 | 完 投 | 完 封 | 無 四 球 | 勝 利 | 敗 戦 | セ 丨 ブ | ホ 丨 ル ド | 勝 率 | 打 者 | 投 球 回 | 被 安 打 | 被 本 塁 打 | 与 四 球 | 敬 遠 | 与 死 球 | 奪 三 振 | 暴 投 | ボ 丨 ク | 失 点 | 自 責 点 | 防 御 率 | W H I P |
| --------- | ---------- | ----- | ----- | ----- | ----- | -------- | ----- | ----- | -------- | ----------- | ----- | ----- | -------- | -------- | ----------- | -------- | ----- | -------- | -------- | ----- | -------- | ----- | -------- | -------- | ------- |
| 2022      | オリックス | 4     | 2     | 0     | 0     | 0        | 1     | 0     | 0        | 0           | 1.000 | 60    | 13.0     | 17       | 1           | 5        | 1     | 1        | 7        | 0     | 0        | 8     | 7        | 4.85     | 1.69    |
| 2023      | オリックス | 10    | 8     | 0     | 0     | 0        | 6     | 0     | 0        | 0           | 1.000 | 209   | 52.1     | 45       | 2           | 9        | 0     | 5        | 40       | 1     | 0        | 14    | 12       | 2.06     | 1.03    |
| 2024      | オリックス | 10    | 10    | 0     | 0     | 0        | 3     | 4     | 0        | 0           | .429  | 242   | 58.2     | 47       | 3           | 15       | 0     | 6        | 38       | 1     | 0        | 18    | 17       | 2.61     | 1.06    |
| 通算：3年 | 通算：3年  | 24    | 20    | 0     | 0     | 0        | 10    | 4     | 0        | 0           | .714  | 511   | 124.0    | 109      | 6           | 29       | 1     | 12       | 109      | 2     | 0        | 40    | 36       | 2.61     | 1.11    |

- 2024年度シーズン終了時

### 年度別守備成績
| 年 度 | 球 団      | 投手  | 投手  | 投手  | 投手  | 投手  | 投手     |
| 年 度 | 球 団      | 試 合 | 刺 殺 | 補 殺 | 失 策 | 併 殺 | 守 備 率 |
| ----- | ---------- | ----- | ----- | ----- | ----- | ----- | -------- |
| 2022  | オリックス | 4     | 0     | 0     | 0     | 0     | ----     |
| 2023  | オリックス | 10    | 3     | 6     | 0     | 0     | 1.000    |
| 2024  | オリックス | 10    | 9     | 10    | 0     | 0     | 1.000    |
| 通算  | 通算       | 24    | 12    | 16    | 0     | 0     | 1.000    |

- 2024年度シーズン終了時

### 記録
初記録
投手記録
- 初登板・初先発登板：2022年7月30日、対千葉ロッテマリーンズ17回戦（ZOZOマリンスタジアム）、4回2/3を7安打4失点（自責3）で勝敗つかず[83]
- 初奪三振：同上、1回裏に中村奨吾から見逃し三振
- 初勝利・初先発勝利：2022年8月6日、対北海道日本ハムファイターズ18回戦（京セラドーム大阪）、5回1/3を1失点[84]

打撃記録
- 初打席：2024年6月7日、対読売ジャイアンツ1回戦（東京ドーム）、2回表に戸郷翔征から空振り三振

### 背番号
- 128（2018年[10] - 2022年7月27日）
- 95（2022年7月28日[25] - 2023年）
- 12（2024年[53] - ）